# Dura Lube 200 de 1996
Dura Lube 200 de 1996 (ou Grande Prêmio de Phoenix de 1996) foi a segunda corrida da temporada de 1996 da Indy Racing League. O vencedor foi o neerlandês Arie Luyendyk, da equipe Byrd-Treadway.

## Resultados

### Qualificação
Pilotos que não conseguiram se qualificar
- Eddie Cheever (Team Menard)
- Buddy Lazier (Hemelgarn Racing)
- Stan Wattles (Leigh Miller Racing)
- Dan Drinan (Loop Hole Racing)
- Lyn St. James (Team Scandia)
- Racin Gardner
- Rick DeLorto (DeLorto Motorsports)
- Brian Gester
- Billy Roe
- Gary Peterson

### Corrida
| Pos. | Nº | Piloto               | Equipe                  | Voltas | Tempo/Aband. | Grid | VL  | Pontos |
| ---- | -- | -------------------- | ----------------------- | ------ | ------------ | ---- | --- | ------ |
| 1    | 5  | Arie Luyendyk        | Byrd-Treadway Racing    | 200    | 1:42:14      | 1    | 122 | 35     |
| 2    | 11 | Scott Sharp          | A. J. Foyt Enterprises  | 200*   | + 0.886      | 6    | 37  | 33     |
| 3    | 41 | Mike Groff           | A. J. Foyt Enterprises  | 199*   | + 1 volta    | 7    | 1   | 32     |
| 4    | 4  | Richie Hearn         | Della Penna Motorsports | 198    | + 2 voltas   | 2    | 0   | 31     |
| 5    | 75 | Johnny O'Connell     | Cunningham Racing       | 197    | + 3 voltas   | 10   | 0   | 30     |
| 6    | 12 | Buzz Calkins         | Bradley Motorsports     | 193    | + 7 voltas   | 8    | 0   | 29     |
| 7    | 9  | Stéphan Grégoire     | Hemelgarn Racing        | 190    | + 10 voltas  | 12   | 0   | 28     |
| 8    | 33 | Michele Alboreto     | Team Scandia            | 187    | + 13 voltas  | 21   | 0   | 27     |
| 9    | 64 | Johnny Unser         | Project Indy            | 185    | + 15 voltas  | 19   | 0   | 26     |
| 10   | 15 | Dave Kudrave         | Tempero-Giuffre Racing  | 168    | Pane-seca    | 20   | 0   | 25     |
| 11   | 20 | Tony Stewart         | Team Menard             | 165    | Elétrico     | 4    | 0   | 24     |
| 12   | 16 | Johnny Parsons       | Blueprint Racing        | 149    | Pane-seca    | 17   | 2   | 23     |
| 13   | 45 | Robbie Buhl          | Beck Motorsports        | 148    | Header       | 11   | 2   | 22     |
| 14   | 18 | John Paul, Jr.       | PDM Racing              | 116    | Motor        | 13   | 0   | 21     |
| 15   | 27 | Jim Guthrie          | Blueprint Racing        | 115    | Acidente     | 18   | 0   | 20     |
| 16   | 21 | Roberto Guerrero     | Pagan Racing            | 89     | CV           | 3    | 0   | 19     |
| 17   | 14 | Davey Hamilton       | A. J. Foyt Enterprises  | 77     | Elétrico     | 9    | 28  | 18     |
| 18   | 2  | Scott Brayton        | Team Menard             | 70     | Acidente     | 5    | 0   | 17     |
| 19   | 7  | Fermín Vélez         | Team Scandia            | 32     | Contato      | 15   | 0   | 16     |
| 20   | 22 | Michel Jourdain, Jr. | Team Scandia            | 14     | Acidente     | 14   | 0   | 15     |
| 21   | 90 | Lyn St. James        | Team Scandia            | 11     | Elétrico     | 22   | 0   | 14     |
| 22   | 96 | Paul Durant          | ABF Motorsports         | 1      | Front end    | 16   | 0   | 13     |